# Marlin, Texas
Marlin là một thành phố thuộc quận Falls, tiểu bang Texas, Hoa Kỳ. Năm 2010, dân số của xã này là 5967 người.

## Khí hậu
| Dữ liệu khí hậu của Marlin, Texas (1991–2020 normals, extremes 1902–1905, 1944–2016) | Dữ liệu khí hậu của Marlin, Texas (1991–2020 normals, extremes 1902–1905, 1944–2016) | Dữ liệu khí hậu của Marlin, Texas (1991–2020 normals, extremes 1902–1905, 1944–2016) | Dữ liệu khí hậu của Marlin, Texas (1991–2020 normals, extremes 1902–1905, 1944–2016) | Dữ liệu khí hậu của Marlin, Texas (1991–2020 normals, extremes 1902–1905, 1944–2016) | Dữ liệu khí hậu của Marlin, Texas (1991–2020 normals, extremes 1902–1905, 1944–2016) | Dữ liệu khí hậu của Marlin, Texas (1991–2020 normals, extremes 1902–1905, 1944–2016) | Dữ liệu khí hậu của Marlin, Texas (1991–2020 normals, extremes 1902–1905, 1944–2016) | Dữ liệu khí hậu của Marlin, Texas (1991–2020 normals, extremes 1902–1905, 1944–2016) | Dữ liệu khí hậu của Marlin, Texas (1991–2020 normals, extremes 1902–1905, 1944–2016) | Dữ liệu khí hậu của Marlin, Texas (1991–2020 normals, extremes 1902–1905, 1944–2016) | Dữ liệu khí hậu của Marlin, Texas (1991–2020 normals, extremes 1902–1905, 1944–2016) | Dữ liệu khí hậu của Marlin, Texas (1991–2020 normals, extremes 1902–1905, 1944–2016) | Dữ liệu khí hậu của Marlin, Texas (1991–2020 normals, extremes 1902–1905, 1944–2016) |
| Tháng                                                                                | 1                                                                                    | 2                                                                                    | 3                                                                                    | 4                                                                                    | 5                                                                                    | 6                                                                                    | 7                                                                                    | 8                                                                                    | 9                                                                                    | 10                                                                                   | 11                                                                                   | 12                                                                                   | Năm                                                                                  |
| ------------------------------------------------------------------------------------ | ------------------------------------------------------------------------------------ | ------------------------------------------------------------------------------------ | ------------------------------------------------------------------------------------ | ------------------------------------------------------------------------------------ | ------------------------------------------------------------------------------------ | ------------------------------------------------------------------------------------ | ------------------------------------------------------------------------------------ | ------------------------------------------------------------------------------------ | ------------------------------------------------------------------------------------ | ------------------------------------------------------------------------------------ | ------------------------------------------------------------------------------------ | ------------------------------------------------------------------------------------ | ------------------------------------------------------------------------------------ |
| Cao kỉ lục °F (°C)                                                                   | 88 (31)                                                                              | 98 (37)                                                                              | 98 (37)                                                                              | 102 (39)                                                                             | 103 (39)                                                                             | 105 (41)                                                                             | 110 (43)                                                                             | 112 (44)                                                                             | 109 (43)                                                                             | 100 (38)                                                                             | 90 (32)                                                                              | 86 (30)                                                                              | 112 (44)                                                                             |
| Trung bình ngày tối đa °F (°C)                                                       | 59.1 (15.1)                                                                          | 63.0 (17.2)                                                                          | 69.3 (20.7)                                                                          | 76.9 (24.9)                                                                          | 83.4 (28.6)                                                                          | 90.6 (32.6)                                                                          | 94.5 (34.7)                                                                          | 95.5 (35.3)                                                                          | 89.8 (32.1)                                                                          | 80.6 (27.0)                                                                          | 69.4 (20.8)                                                                          | 60.8 (16.0)                                                                          | 77.7 (25.4)                                                                          |
| Trung bình ngày °F (°C)                                                              | 46.3 (7.9)                                                                           | 50.2 (10.1)                                                                          | 56.9 (13.8)                                                                          | 64.5 (18.1)                                                                          | 72.2 (22.3)                                                                          | 79.5 (26.4)                                                                          | 82.9 (28.3)                                                                          | 83.1 (28.4)                                                                          | 76.9 (24.9)                                                                          | 67.3 (19.6)                                                                          | 55.8 (13.2)                                                                          | 47.9 (8.8)                                                                           | 65.3 (18.5)                                                                          |
| Tối thiểu trung bình ngày °F (°C)                                                    | 33.5 (0.8)                                                                           | 37.4 (3.0)                                                                           | 44.5 (6.9)                                                                           | 52.1 (11.2)                                                                          | 61.0 (16.1)                                                                          | 68.3 (20.2)                                                                          | 71.3 (21.8)                                                                          | 70.7 (21.5)                                                                          | 64.1 (17.8)                                                                          | 53.9 (12.2)                                                                          | 42.1 (5.6)                                                                           | 35.0 (1.7)                                                                           | 52.8 (11.6)                                                                          |
| Thấp kỉ lục °F (°C)                                                                  | −7 (−22)                                                                             | 5 (−15)                                                                              | 15 (−9)                                                                              | 29 (−2)                                                                              | 33 (1)                                                                               | 43 (6)                                                                               | 52 (11)                                                                              | 36 (2)                                                                               | 41 (5)                                                                               | 25 (−4)                                                                              | 15 (−9)                                                                              | 6 (−14)                                                                              | −7 (−22)                                                                             |
| Lượng Giáng thủy trung bình inches (mm)                                              | 3.32 (84)                                                                            | 2.87 (73)                                                                            | 3.74 (95)                                                                            | 3.35 (85)                                                                            | 4.97 (126)                                                                           | 3.01 (76)                                                                            | 1.84 (47)                                                                            | 2.23 (57)                                                                            | 3.05 (77)                                                                            | 4.34 (110)                                                                           | 2.94 (75)                                                                            | 3.44 (87)                                                                            | 39.10 (993)                                                                          |
| Số ngày giáng thủy trung bình (≥ 0.01 in)                                            | 6.9                                                                                  | 6.9                                                                                  | 8.0                                                                                  | 6.2                                                                                  | 7.7                                                                                  | 6.2                                                                                  | 3.8                                                                                  | 3.4                                                                                  | 5.2                                                                                  | 6.3                                                                                  | 6.5                                                                                  | 7.3                                                                                  | 74.4                                                                                 |
| Nguồn: NOAA                                                                          |                                                                                      |                                                                                      |                                                                                      |                                                                                      |                                                                                      |                                                                                      |                                                                                      |                                                                                      |                                                                                      |                                                                                      |                                                                                      |                                                                                      |                                                                                      |